# Heterachthes w-notatus
Heterachthes w-notatus là một loài bọ cánh cứng trong họ Cerambycidae.